# Soukisjärvi
Soukisjärvi är en sjö i Finland. Den ligger i kommunen Enontekis i landskapet Lappland, i den norra delen av landet, 900 km norr om huvudstaden Helsingfors. Soukisjärvi ligger 319,5 meter över havet. Arean är 43,6 hektar och strandlinjen är 2,71 kilometer lång. Sjön  ingår i Kemi älvs huvudavrinningsområde.   Omgivningarna runt Soukisjärvi är i huvudsak ett öppet busklandskap.